# Babská priepasť
Babská priepasť (też: Babia diera; pol. Babska Przepaść, Babia Dziura) – jaskinia krasowa w Krasie Słowacko-Węgierskim na Słowacji. Głębokość jaskini wynosi 9 m.

## Położenie
Jaskinia znajduje się w centralnej części Płaskowyżu Silickiego (słow. Silická planina), nieco na południowy zachód od wsi Silica. Otwór wejściowy leży na wysokości 500 m n.p.m., w niewielkim leju krasowym.

## Geneza – morfologia
Babska Przepaść jest jaskinią typu szczelinowo-zawaliskowego.

## Znaczenie turystyczne
Jaskinia nie jest udostępniona do zwiedzania turystycznego.